# Roland Vernaudon
Roland Vernaudon, né le 19 août 1927 à Alleyrat (Creuse) et mort le 12 mai 1985 à Saint-Mandé, est un homme politique français.

## Détail des fonctions et des mandats
Mandat parlementaire
- 23 juillet 1969  → 1er avril 1973 : Député de la septième circonscription du Val-de-Marne (remplace Robert-André Vivien, devenu secrétaire d'État au logement[2])

Mandats locaux
- mars 1972[2] → 1985 : Conseiller général de Vincennes-Ouest
- 1971 → 1985 :  Premier maire-adjoint de Vincennes

## Divers
Un groupe scolaire a été dénommé École Roland Vernaudon à Vincennes.